# دی‌جی کول هرک
کلایو کمبل (به انگلیسی: Clive Campbell) مشهور به دی‌جی کول هِرک (انگلیسی: DJ Kool Herc؛ زادهٔ ۱۶ آوریل ۱۹۵۵) دی‌جی جاماییکایی-آمریکایی است که به عنوان آغازگر موسیقی هیپ هاپ در اوایل دههٔ ۱۹۷۰ در برانکس نیویورک شناخته می‌شود. او از سال ۱۹۶۷ میلادی تاکنون مشغول فعالیت بوده‌است.